# Portrait in Jazz

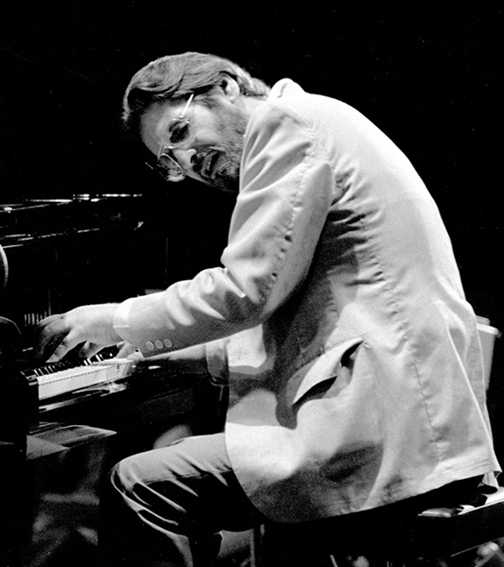
Bill Evans auf dem Montreux Jazz Festival 1978

Portrait in Jazz ist ein Jazzalbum von Bill Evans, das am 28. Dezember 1959 in New York City aufgenommen wurde und 1960 von Riverside Records veröffentlicht wurde.

## Das Album
Das Album Portrait in Jazz war das dritte Album des Pianisten unter eigenem Namen und sein erstes mit seinem legendären Trio aus dem Bassisten Scott LaFaro und dem Schlagzeuger Paul Motian nach dem Debüt New Jazz Conceptions (1956), an dem bereits Motian mitwirkte, und Everybody Digs Bill Evans, das er ein Jahr zuvor für Riverside Records aufgenommen hatte. Es entstand ein halbes Jahr nach den Aufnahmen für Miles Davis’ Album Kind of Blue, bei dem Bill Evans eine Schlüsselfigur war. Der Evans-Biograph schrieb hierzu: „Nach diesem Album wurde es für Evans immer zwingender, dass nicht eine größere Formation mit Bläsern, sondern das Klaviertrio für seine musikalische Zukunft die ideale Besetzung sein musste – Kreativität, wie er sie verstand, ließ sich dort besser realisieren. Und so begann Mitte 1959 die Suche nach den richtigen Bass- und Schlagzeug-Partner.“ Nach Versuchen mit Jimmy Garrison und Kenny Davis im New Yorker Jazzclub Basin Street East entdeckte Evans in einem benachbarten Club den jungen Scott LaFaro, der zuvor mit Chet Baker gearbeitet hatte und durch Plattenaufnahmen mit Buddy DeFranco, Stan Getz und Marty Paich bekannt geworden war. Nach dem Engagement im Basin Street East wechselte Evans mit LaFaro in einen Jazzclub namens Showplace; es war für Evans das ideale Trio, als schließlich noch der Schlagzeuger Paul Motian hinzukam. Der Evans-Biograph Hanns E. Petrik zitiert Evans’ Ansichten über Scott LaFaro: „Seine Virtuosität verblüffte mich – es steckte soviel Musik in ihm; er hatte nur Probleme, sie unter Kontrolle zu bekommen. Ich half ihm, seinen Enthusiasmus zu bewahren. Es war eine wunderbare Sache und all die Mühe wert, die wir uns machten, um das eigene Ego zu überwinden und für eine gemeinsame Sache zu arbeiten.“
Im Oktober 1959 ging das Trio zum ersten Mal gemeinsam ins Studio – sie begleiteten Tony Scott auf seinem Album Sung Heroes; im Dezember entstanden dann die Aufnahmen für Portrait in Jazz. Dieses Album „stand am Anfang einer Entwicklung, die dann – über das nächste Studioalbum Explorations im Februar 1961 – zu den Aufnahmen führten, die Ende Juni 1961 zum Höhepunkt für das Trio werden sollten“. Gemeint sind dessen Auftritt im New Yorker Jazzclub Village Vanguard, veröffentlicht auf den Alben Waltz for Debby und Sunday at the Village Vanguard.
Für sein Album wählte Evans ein Repertoire zum einen aus geläufigen Jazz-Standards, wie Cole Porters What Is This Thing Called Love?, Johnny Mercers Come Rain or Come Shine und Autumn Leaves, den Disney-Hit Someday My Prince Will Come oder den Titel When I Fall in Love aus. Hinzu kam seine Komposition Blue in Green, die Evans wenige Monate zuvor mit Davis auf dem Kind of Blue Album bei Davis aufgenommen hatte. Erstmals spielte Evans die Komposition Peri’s Scope ein.

## Bewertung des Albums
Damals schrieb Don DeMichael im Down Beat: „Evans hat die Fähigkeit, oft gehörte Standard-Stücke in musikalische Kostbarkeiten zu verwandeln. Der Hörer beginnt sich zu fragen, ob dies wirklich die gleichen Stücke sind, die er über Jahre immer wieder im Ohr hatte. Man gewinnt den Eindruck, dass dieser Mann durch sein Instrument spricht und dem Hörer etwas ganz Persönliches vermitteln will“. Auch Brian Priestley hebt es im Jazz Rough Guide aus der umfänglichen Evans-Diskographie hervor und erwähnt das brillante Zusammenspiel in „Autumn Leaves“ und seine Version von „Blue in Green“, die den Vergleich mit der Miles Davis-Version aushält.

Thom Jurek nannte im All Music Guide, das Portrait in Jazz „ein Juwel“ und verlieh ihm die Höchstnote. Das erste der beiden Studioalben von Bill Evans, Scott LaFaro und Paul Motian enthalte Momente phantastischen Zusammenspiels, besonders zwischen dem Pianisten Evans und Bassist LaFaro, wie auf den zwei Versionen von „Autumn Leaves“. Obwohl das Album – bis auf „Peri’s Scope“ und „Blue in Green“ – nur Standards enthalte, sei es weit entfernt davon, Routine zu bieten. LaFaro und Motian agierten in Titeln wie „Come Rain or Come Shine“, „When I Fall in Love“ und „Someday My Prince Will Come“ wie gleichwertige Partner; ihr Spiel sei reich an subtiler und überraschender Kreativität. 

Auch Richard Cook und Brian Morton verliehen dem Album im Penguin Guide to Jazz die Höchstnote und hoben die enorme Sensibilität von Scott LaFaro hervor. 

Der Evans-Biograph Hanns E. Petrik schrieb: „Evans präsentierte sich als kreativer und kraftvoller Pianist (...) das erstaunliche Zusammenspiel der Musiker überraschte viele Hörer der Platte; das Trio servierte Standard-Stücke in so raffiniert-prägnanter Form, das auch heute Experten davon überzeugt sind, besser könne man sie kaum spielen (bestenfalls anders) – etwa die Versionen von ‚Someday My Prince Will Come‘ oder ‚What Is This Thing Called Love‘ oder auch die Balladen ‚Spring Is Here‘ und ‚Blue in Green‘.“. Er zitiert den amerikanischen Musikkritiker Don Heckman: „Ich kenne keinen anderen Musiker, der sich – in so enger Tuchfühlung mit seinem Instrument - derart vollkommen auszudrücken vermag wie Evans. Beeindruckend ist vor allem sein großartiges Timing. Er trifft mit untrüglichem Gespür den Moment, in dem jeder Ton fallen muss und platziert ihn so geschickt, dass er den größtmöglichen rhythmischen Effekt erzielt; sein Solo in ‚Someday My Prince Will Come‘ ist einfach meisterhaft“.

## Die Titel
- Bill Evans: Portrait in Jazz (Riverside RLP 12-315)

1. Come Rain or Come Shine take 5 (Harold Arlen, Johnny Mercer) – 3:19
2. Autumn Leaves take 9 – (Joseph Kosma, Jacques Prévert, Mercer) – 5:23
3. Witchcraft (Cy Coleman, Carolyn Leigh) – 4:30
4. When I Fall in Love (Victor Young, Edward Heyman) – 4:52
5. Peri’s Scope (Bill Evans) – 3:10
6. What Is This Thing Called Love? (Cole Porter) – 4:32
7. Spring is Here (Richard Rodgers, Lorenz Hart) – 5:02
8. Someday My Prince Will Come (Frank Churchill, Larry Morey) – 4:50
9. Blue in Green take 3 (Miles Davis, Evans) – 5:20

„Autumn Leaves“ take 1 wurde anstatt take 9 auf die US-Stereo Ausgabe von Portrait in Jazz (Riverside RLP 1162, 1960) gemischt.

Beide Versionen von „Autumn Leaves“ sowie als weiterer Titel „Blue In Green“ take 2 erschienen Mitte der 1980er Jahre auf der Fantasy/OJC-CD (OJCCD 088-2).

Dem wurden auf der Portrait in Jazz – Keepnews Collection (Riverside RCD 30678) noch zwei weitere Alternate Takes hinzugefügt, „Come Rain Or Come Shine“ take 4 und „Blue In Green“ take 1.